# Pratt & Whitney T34
Pratt & Whitney T34 (tovární označení PT2) byl turbovrtulový motor s axiálním kompresorem navržený a vyráběný společností Pratt & Whitney. Motor byl označen jménem Turbo-Wasp.

## Vývoj a popis
V roce 1945 začalo námořnictvo Spojených států amerických (US Navy) financovat vývoj turbovrtulového motoru. Motor s označením T34 byl nakonec vyráběn v letech 1951–1960, ale nikdy nebyl použit na letounu US Navy.
Motory YT34 se třílistými vrtulemi byly postaveny pro zkušební variantu letounu C-121, která nesla označení Lockheed R7V-2 Constellation. Testovací let proběhl 1. září 1954.
V září 1950 byl motor T34 namontován na nos letounu Boeing B-17 Flying Fortress, který s ním zkušebně létal. Prvním skutečným použitím motoru byla jeho instalace na letoun Boeing YC-97J Stratofreighter, ze kterého se později stal letoun Aero Spacelines Super Guppy. Dalším použitím těchto motorů byla jejich montáž na letouny Douglas C-133 Cargomaster.

## Varianty
- YT34-P-5 – výkon 5 229 hp (3 900 kW)[6]

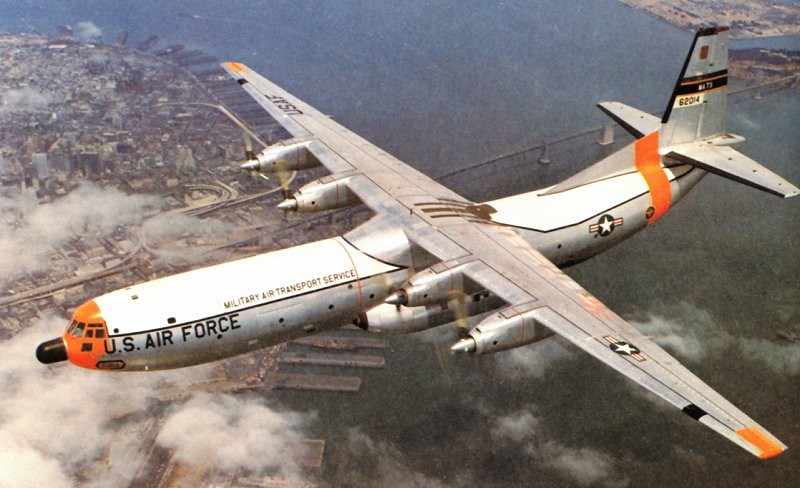
Letoun Douglas C-133 Cargomaster s motory T34

- YT34-P-12A – výkon 5 500 hp (4 101 kW)[7]
- T34-P-3 – výkon 6 000 hp (4 469 kW)
- T34-P-6 – výkon 5 531 hp (4 120 kW)[8]
- T34-P-7W – výkon 7 100 hp (5 288 kW) – se vstřikováním vody
- T34-P-9W – výkon 7 500 hp (5 586 kW) – se vstřikováním vody
- PT2F-1 – výkon 5 500 hp (4 101 kW) – plánovaná civilní verze pro pohon letounů Lockheed L-1249B.[9]
- PT2G-3 – výkon 5 600 hp (4 200 kW) – plánovaná civilní verze pro pohon letounů Lockheed L-1449 a výhledově i L-1549.[9]

## Použití
- Aero Spacelines Super Guppy

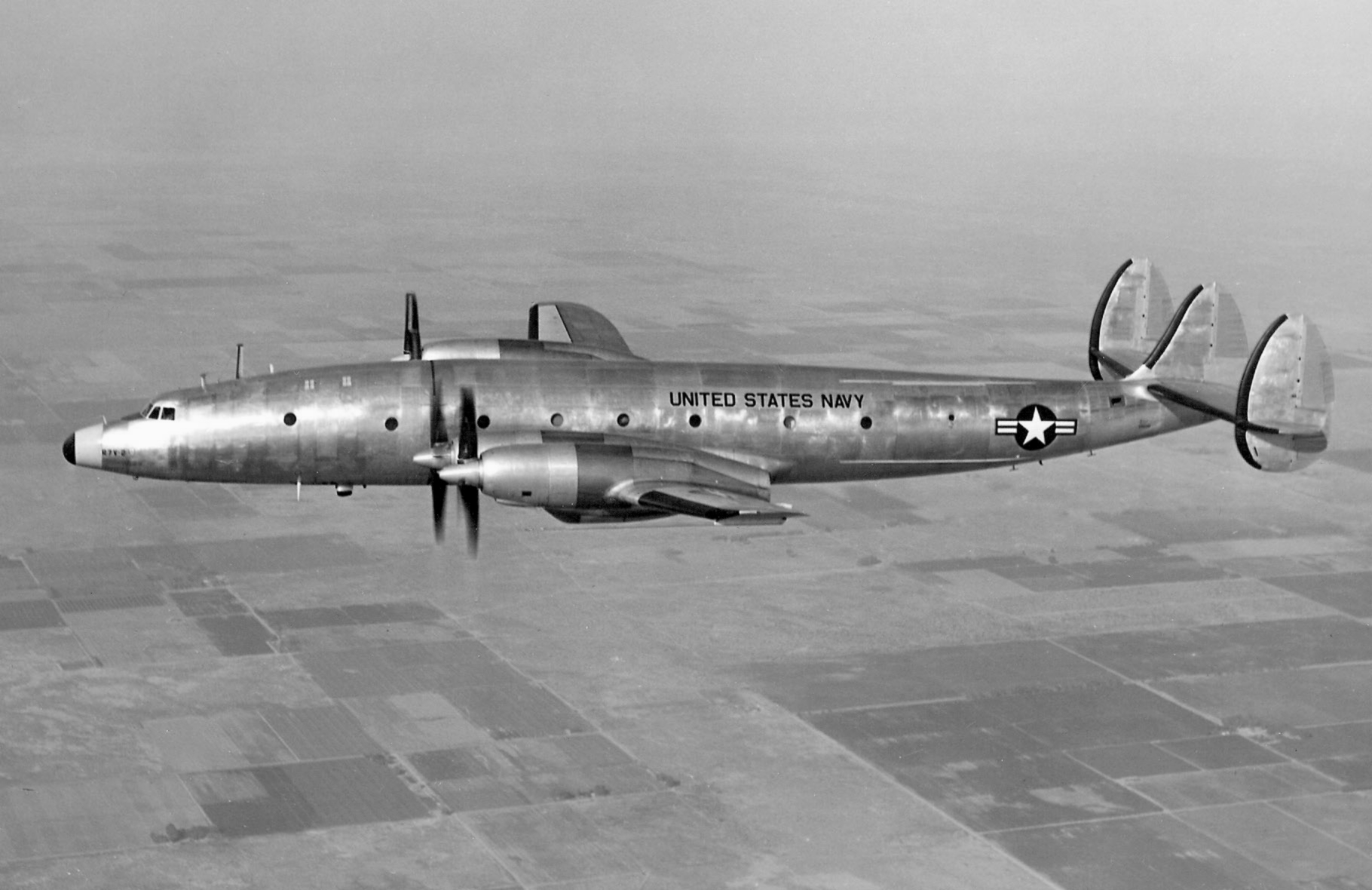
Lockheed R7V-2 Constellation s motory T34

- Boeing YC-97J Stratotanker (YT34-P-5)[6]
- Lockheed R7V-2 Constellation (YT34-P-12A)[10]
- Lockheed YC-121F Constellation (T34-P-6)[8]
- Douglas YC-124B Globemaster II[11]
- Douglas C-133 Cargomaster

## Vystavené motory
- T34-P-3: National Air and Space Museum[12]
- T34-P-7W: National Air and Space Museum[12]
- T34-P-7WA: Pacific Coast Air Museum

## Specifikace (T34-P3)
Data pocházejí z publikace „Jane's All The World's Aircraft 1961–62“.

### Technické údaje
- Typ: turbovrtulový motor
- Délka: 3,983 m
- Průměr: 857 mm
- Hmotnost: 1 175 kg

### Součásti motoru
- Kompresor: třináctistupňový axiální kompresor
- Spalovací komora: prstencová spalovací komora s osmi hořáky
- Turbína: třístupňová axiální turbína
- Palivo: JP-4
- Olejový systém: uzavřený okruh

### Výkony
- Maximální výkon: 6 000 hp (4 476 kW) – 5 500 hp (4 103 kW) plus 5,57 kN tahu (při vzletu)
- Kompresní poměr: 6,7:1